# ابوالاشبه بن تمام
ابوالاشبه بن تمام،(متوفی ۱۳۶۱ میلادی) شیمیدان مسلمان بود. او را آخرین شیمیدان در صف شیمیدانان مسلمان می‌دانند.